# Maria Frolova
Maria Iourievna Frolova (en russe : Мария Юрьевна Фролова) (née Popova le 1er novembre 1986 à Novotroïtsk) est une joueuse de volley-ball russe. Elle mesure 1,78 m et joue au poste de réceptionneuse-attaquante. 

## Clubs
| Club                     | De        | À         |
| ------------------------ | --------- | --------- |
| VK Prometeï Oufa         | 2002-2003 | 2008-2009 |
| Oufimotchka Oufa         | 2002-2003 | 2010-2011 |
| Ienisseï Krasnoïarsk     | 2011-2012 | 2012-2013 |
| Dinamo Kazan             | 2013-2014 | 2013-2014 |
| JVK Ienisseï Krasnoïarsk | 2015-2016 | 2018-2019 |
| Leningradka              | 2019-2020 | 2019-2020 |
| JVK Ienisseï Krasnoïarsk | 2020-2021 | …         |

## Palmarès
- Championnat du monde des clubs
  - Vainqueur : 2014.
- Ligue des champions
  - Vainqueur : 2014.
- Championnat de Russie
  - Vainqueur : 2014.
- Coupe de Russie
  - Finaliste : 2013, 2017, 2018.